# Biografielijst Hv

## Hva
- Jaka Hvala (1993), Sloveens schansspringer

## Hve
- Ragnhild Hveger (1920-2011), Deens zwemster

## Hvi
- Frederik Hviid (1974), Spaans zwemmer